# Isothamnis
Isothamnis är ett släkte av fjärilar. Isothamnis ingår i familjen glasvingar.
Kladogram enligt Catalogue of Life:
| Isothamnis | \| \| Isothamnis inclemens \| \| \| \| \| \| Isothamnis prisciformis \| \| \| \| |
|            | \| \| Isothamnis inclemens \| \| \| \| \| \| Isothamnis prisciformis \| \| \| \| |
|            | Isothamnis inclemens                                                             |
|            |                                                                                  |
|            | Isothamnis prisciformis                                                          |
|            |                                                                                  |